# Балсово
Балсово (рос. Балсово) — присілок в Псковському районі Псковської області Російської Федерації.
Населення становить 17 осіб. Входить до складу муніципального утворення Серьодкинська волость.

## Історія
Від 2015 року входить до складу муніципального утворення Серьодкинська волость.

## Населення
| 2001 | 2002 | 2010 |
| ---- | ---- | ---- |
| 17   | ↗37  | ↘17  |